# 日本銀行金沢支店

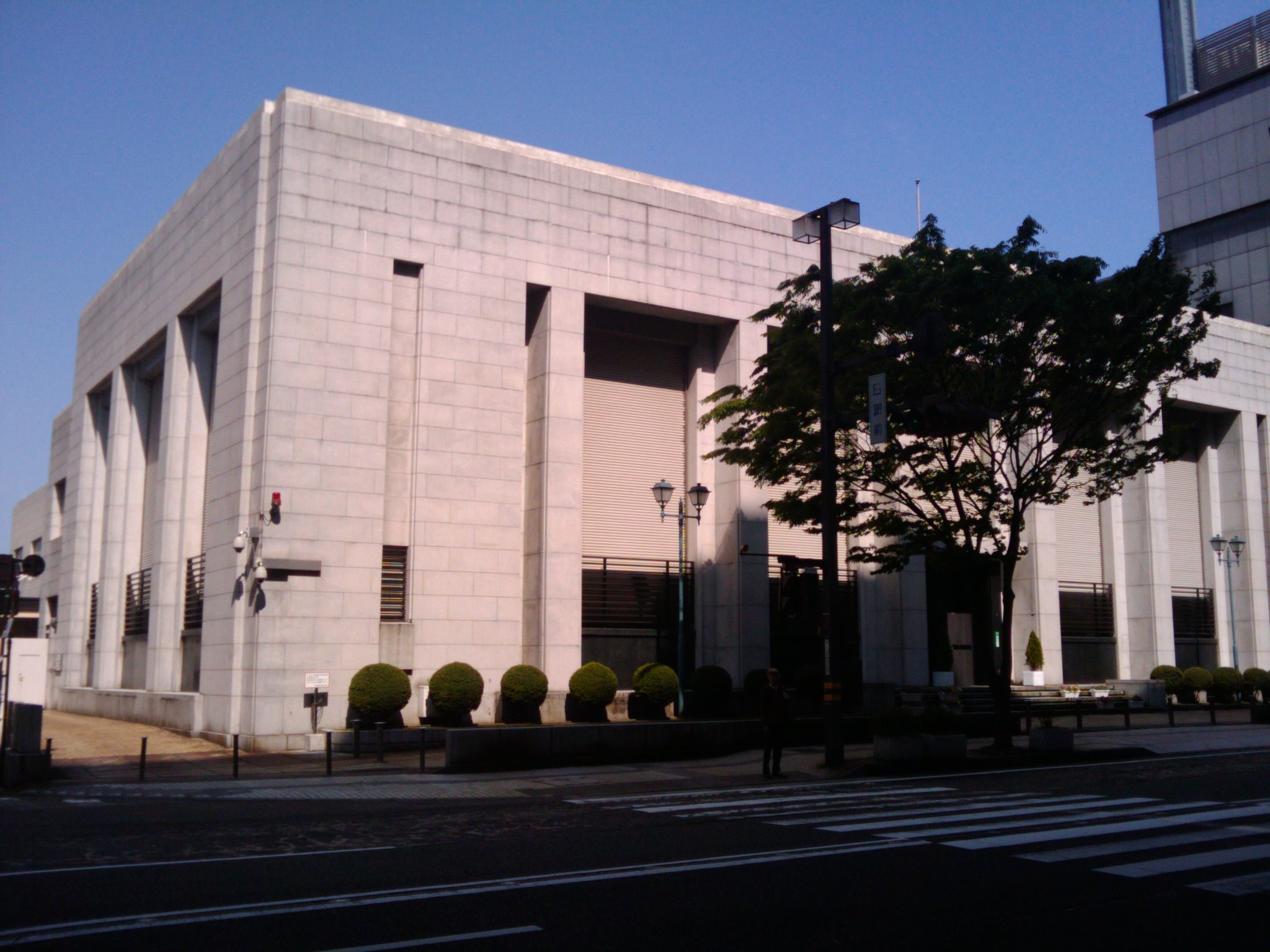
香林坊の二代目店舗

日本銀行金沢支店（にっぽんぎんこうかなざわしてん）は、石川県金沢市にある日本銀行の支店。1909年（明治42年）に日本海側で初の出張所として開設された店舗である。2023年（令和5年）11月6日に金沢市香林坊から広岡3丁目に移転した。

## 概要
業務区域は石川・富山・福井の3県で、富山事務所（1945年開設）と福井事務所（1946年開設）を置き両事務所も統轄している。
1899年（明治32年）4月に金沢商業会議所（当時）が臨時総会で「日本銀行北陸支店設置の建議」を行い、大蔵大臣と日本銀行総裁に提出。同様の決議は富山商業会議所も行い、大蔵大臣と日本銀行総裁に提出していたが、金沢商業会議所が富山商業会議所を説得して1909年3月15日に金沢香林坊に出張所が設立された。この出張所は全国9番目、日本海側では初の出張所であった。1911年（明治44年）に支店に改称している。

## 歴代店舗

### 初代
初代店舗は、日本近代建築の父とされ、日本銀行本店本館や東京駅などの設計で知られる辰野金吾が設計した。

### 二代目
1954年（昭和29年）に香林坊において二代目の店舗に改築された。建物は鉄骨鉄筋コンクリート造、地下1階、地上3階である。なお、1959年（昭和34年）と1964年（昭和39年）には、支店近隣で発生した火災に対し、支店職員が組織する自衛消防隊が消火活動を行い延焼を防いだエピソードがある。
2009年（平成21年）には支店開設100周年となり、それを記念して裏庭の樹齢約500年のタブノキの実から育てた苗木を金沢城公園と大乗寺丘陵公園に植樹した。

### 現店舗
2023年（令和5年）11月6日に香林坊からJR金沢駅西側にあたる金沢市広岡3丁目に移転した。建物は2021年（令和3年）12月に起工、2023年10月末に竣工した、敷地面積約5600平方メートル、延べ床面積約6900平方メートルの地上3階建ての建物である。

## 所在地
- 金沢市広岡3-3-12

## 旧店舗の売却
2024年（令和6年）10月15日、日本銀行は政策委員会で旧金沢支店の売却を機関決定した。金沢市が跡地を取得する意向を表明している。